# William Sanderson
William Sanderson (Memphis (Tennessee), 10 januari 1944) is een Amerikaans acteur.

## Biografie
Sanderson studeerde af met een Bachelor of Arts aan de Southern Methodist University in University Park (Texas), en met een Bachelor of Business Administration aan de university of Memphis in Memphis (Tennessee).
Sanderson is in 1993 getrouwd en heeft een zoon. 

## Filmografie

### Films
Selectie:
- 2019 - Deadwood: The Movie – als E.B. Farnum
- 1996 - Last Man Standing – als Joe Monday
- 1994 - The Client  – als Wally Boxx
- 1991 - The Rocketeer – als Skeets
- 1991 - Sometimes They Come Back – als oude Carl Mueller (tv-film)
- 1985 - Fletch – als Jim Swarthout
- 1983 - Nightmares – als de tankstationbediende
- 1983 - Lone Wolf McQuade – als Snow
- 1982 - Blade Runner – als J.F. Sebastian
- 1981 - Raggedy Man – als Calvin
- 1981 - Death Hunt – als Ned Warren

### Televisieseries
Selectie:
- 2008-2012 - True Blood – als sheriff Bud Dearborne – 39 afl.
- 2011 - Bar Karma – als James – 12 afl.
- 2004-2006 - Deadwood – als E.B. Farnum – 36 afl.
- 1996-1998 - Jumanji – als professor J.S. Ibsen (stem) – 5 afl.
- 1998 - Maximum Bob – als Dicky Crowe – 5 afl.
- 1992-1994 - Batman: The Animated Series – als dr. Karl Rossum (stem) – 4 afl.
- 1993 - Return to Lonesome Dove – als Lippy Jones – 3 afl.
- 1982-1990 - Newhart – als Larry – 91 afl.
- 1989 - Lonesome Dove – als Lippy Jones – 4 afl.
- 1988 - The Twilight Zone - als Morgan Blaine - aflevering The Call

- Library of Congress Control Number: no2008008808
- Virtual International Authority File: 24398612
- WorldCat: E39PBJrRg9hR9xYqBW96qJmfMP